# Beierolpium venezuelense
Beierolpium venezuelense es una especie de Arachnida del género Beierolpium, de la familia Olpiidae, del orden Pseudoscorpiones.

## Distribución
Beierolpium venezuelense se distribuye por Sudamérica.

## Taxonomía
Fue descrita científicamente por Heurtault en 1982.